# Aheron
Aheron (grško Αχέρων, latinizirano: Achéron, dob. 'reka gorja') je v grški mitologiji reka žalosti v podzemlju, preko katere Haron prevaža duše umrlih. Enako ime nosi (ok. 50 km dolga) grška reka v Epiru.